# Jiří „Ozzy“ Kubík
Jiří Kubík (16. listopadu 1961 Plzeň – 10. srpna 2016 Horní Bříza) byl český hudební publicista, zakladatel agentury Ozzy a Potkan, organizátor tuzemských koncertů rockových hvězd a zájezdů na koncerty a festivaly po celé Evropě.
Poslední akcí Jiřího Kubíka byl 9. srpna 2016 koncert skupiny Marillion v Plzni, který ho zřejmě přivedl do finančních obtíží, které vyřešil sebevraždou.